# Pastviny u Zakšova
Pastviny, bis 1948 Ranzengrün ist eine Wüstung auf dem Truppenübungsplatz Hradiště in Tschechien. Sie liegt 14 Kilometer nordöstlich von Karlovy Vary und gehört zum Okres Karlovy Vary.

## Geographie
Pastviny befand sich im Westen des Duppauer Gebirges im mittleren Tal der Lomnice (Fleckbach), das zugleich die Scheide zwischen der Jehličenská hornatina (Hengbergplatte) im Norden und der Hradišťská hornatina (Burgstadtler Masse) im Süden bildet. Nördlich erheben sich die Heidleiten (626 m n.m.) und der Pekelný vrch (Höllenkoppe; 691 m n.m.), im Nordosten die Kameniště (Wolfsstein; 698 m n.m.) und der Huseň (Hussen; 762 m n.m.), östlich der U Střelnice (636 m n.m.), im Südosten der Pustý zámek (Oedschloßberg; 933 m n.m.), südlich der Na Hradě (594 m n.m.) sowie nordwestlich der Špičák (Spitzberg; 628 m n.m.).
Nachbarorte waren Petrov (Petersdorf) im Norden, Heřmanov (Hermersdorf) im Nordosten, Víska (Dörfles) und Doupov (Duppau) im Osten, Jalový Dvůr (Galthof) und Prachomety (Promuth) im Südosten, Dunkelsberg im Süden, Zakšov (Sachsengrün), Mühlschuster und Horní Lomnice (Ober Lomitz) im Südwesten, Dolní Lomnice (Unter Lomitz) im Westen sowie Velichov (Welchau) und Lipoltov (Lappersdorf) im Nordwesten.

## Geschichte
Das im Tal des Fleckbaches gelegene Dorf Rancngryn ist seit dem 13. Jahrhundert als Besitz des Klosters Ossegg nachweislich und war Teil der Schömitzer Klostergüter. Nachdem Schömitz und weitere Dörfer dem Kloster während der Hussitenkriege entzogen und 1434 durch König Sigismund der Herrschaft Engelsburg zugeschlagen worden waren, trat Abt Johann V. 1465 Rawezengrun an König Georg von Podiebrad ab. Dieser erweiterte 1466 die Herrschaft Engelsburg um zehn Dörfer – darunter auch Oberlomnicz erwähnt – und schenkte sie seinem Sohn Hynek. Nachfolgend wechselten die Besitzer der Herrschaft in rascher Folge. 1570 wurde das Dorf als Royczengryn und 1579 als Rauzengrün bezeichnet. Im Jahre 1570 erwarben die Herren Colonna von Fels die Herrschaft Engelsburg, nach der Schlacht am Weißen Berg wurde sie 1622 als konfiszierter Besitz des Leonhard Colonna von Fels an Hermann Czernin von Chudenitz verkauft. In dieser Zeit wurde die Herrschaft Engelsburg der Herrschaft Gießhübel zugeschlagen. In der berní rula von 1654 sind für Ranzengrün sechs Bauern und acht Häusler aufgeführt. Haupterwerbsquellen waren die Viehzucht, der Roggenanbau sowie die Forstarbeit und Schindlerei. Später wurde das Dorf Teil der Herrschaft Duppau, gelangte dann jedoch zu Beginn des 19. Jahrhunderts wieder an die Herrschaft Gießhübel zurück. 1785 wurde das Dorf Ratzengrün genannt. 1829 trat Johann Anton Hladik die Herrschaft Gießhübel gemeinschaftlich seiner Tochter Antonia und dem Schwiegersohn Wilhelm von Neuberg ab.
Im Jahre 1845 bestand das im Elbogener Kreis gelegene Dorf Ranzengrün aus 23 Häusern mit 118 deutschsprachigen Einwohnern. Im Ort gab es zwei Mühlen. Pfarrort war Sachsengrün. Bis zur Mitte des 19. Jahrhunderts blieb Ranzengrün der Herrschaft Gießhübel untertänig.
Nach der Aufhebung der Patrimonialherrschaften bildete Ranzengrün ab 1849 eine Gemeinde im Gerichtsbezirk Karlsbad. Ab 1868 gehörte Ranzengrün zum Bezirk Karlsbad. Im Jahre 1869 bestand das Dorf aus 24 Häusern und hatte 139 Einwohner. Zwischen 1869 und 1890 gehörte Ranzengrün als Ortsteil zur Gemeinde Ober Lomitz. Im Jahre 1900 hatte Ranzengrün 146 Einwohner, 1910 waren es 156.
Nach dem Ersten Weltkrieg zerfiel der Vielvölkerstaat Österreich-Ungarn, die Gemeinde wurde 1918 Teil der neu gebildeten Tschechoslowakischen Republik. Beim Zensus von 1921 lebten in den 24 Häusern von Ranzengrün 163 Deutsche. Ranzengrün war als Straßendorf angelegt; die früher vorherrschenden langgestreckten Fachwerkhäuser waren zu der Zeit bereits durch neuzeitliche Häuser ersetzt. 1930 lebten in den 24 Häusern der Gemeinde 156 Personen. Nach dem Münchner Abkommen wurde Ranzengrün 1938 dem Deutschen Reich zugeschlagen und gehörte zunächst zum Landkreis Karlsbad; zum 1. Mai 1939 erfolgte die Umgliederung in den Landkreis Kaaden. Im Jahre 1939 hatte die Gemeinde 122 Einwohner. Nach dem Ende des Zweiten Weltkrieges kam Ranzengrün zur wiedererrichteten Tschechoslowakei zurück. Die während der Besatzungszeit erfolgte Umgliederung wurde 1945 aufgehoben. Nach der Aussiedlung der deutschen Bewohner gelang es nicht, Pastviny wieder zu besiedeln. 1945 wurde in Horní Lomnice eine örtliche Verwaltungskommission in Leben gerufen, die auch für die gleichfalls verödeten Gemeinden Lipoltov, Mühldorf, Ranzengrün, Stará Ves und Svatobor zuständig war. Ab 1946 gehörte Ranzengrün zum Okres Karlovy Vary-okolí. Bereits ab 1947 galt Ranzengrün als gänzlich entsiedelt. Im Jahre 1948 erhielt das Dorf den neuen Namen Pastviny. 1949 wurde eine gemeinschaftliche Feuerwehr für Horní Lomnice, Lipoltov, Mlýnská, Pastviny, Stará Ves und Svatobor gebildet. Im Jahre 1950 waren die 18 Häuser von Pastviny nicht mehr dauerhaft bewohnt.
1953 erfolgte die Eingliederung des verlassenen Dorfes in den neuen Truppenübungsplatz Hradiště. In den Folgejahren wurden die Häuser sukzessive abgebrochen. Heute sind von Pastviny nur noch ein steiler Weganstieg und alte Obstbäume erhalten.

## Ortsgliederung
Die Wüstung Pastviny ist Teil des Katastralbezirkes Doupov u Hradiště.
Auf dem Truppenübungsplatz befindet sich noch eine weitere Wüstung mit dem Namen Pastviny.

## Söhne und Töchter des Ortes
- Josef Kühnl (1855–1932), Lehrer, Regionalhistoriker und Ehrenbürger von Schlackenwerth